# Visselnattskärra
Visselnattskärra (Caprimulgus pectoralis) är en fågel i familjen nattskärror.

## Utseende och läte
Visselnattskärran är en medelstor typisk nattskärra med tydligt rostfärgat band i nacken. Båda könen har små ljusa teckningar på vingens yttre del och stora på stjärthörnen, vita hos hanen och beigefärgade hos honan. Den är mest lik rödkindad nattskärra, men mörkare och med tydligare rostfärgad nackkrage. Hanen har också mindre vitt i vingen men mer vitt i stjärten, medan honan har större beigefärgade stjärthörn. Sången består av en serie visslingar, ofta återgivet som "dear lord, deliver us!".

## Utbredning och systematik
Visselnattskärra förekommer i södra Afrika. Den delas in i fem underarter med följande utbredning:
- Caprimulgus pectoralis shelleyi – från Angola till södra Demokratiska republiken Kongo, sydöstra Kenya och sydvästra Tanzania
- Caprimulgus pectoralis fervidus – från södra Angola till norra Namibia, Botswana, Zimbabwe och nordöstra Sydafrika
- Caprimulgus pectoralis crepusculans – från sydöstra Zimbabwe till Moçambique, Swaziland och östra Sydafrika
- Caprimulgus pectoralis pectoralis – södra Sydafrika från västra Norra Kapprovinsen till KwaZulu-Natal och Mpumalanga
- Caprimulgus pectoralis nigriscapularis – från Senegal och Gambia fläckvis till sydöstra Sydsudan, Uganda, västligaste Kenya, sydvästra och östra Kongo-Kinshasa, Rwanda, Burundi samt nordvästra Tanzania.[3]

Tidigare urskildes underarten nigriscapularis som egen art, men inkluderas sedan 2023 allmänt i visselnattskärran efter studier.

## Status
Arten har ett stort utbredningsområde och beståndet anses vara stabilt. Internationella naturvårdsunionen IUCN listar den därför som livskraftig (LC).